# Adisak Boonthawi
Adisak Boonthawi (thailändisch อดิศักดิ์ บุญทวี, * 4. September 1993) ist ein thailändischer Fußballspieler.

## Karriere
Adisak Boonthawi stand bis Juni 2016 beim Simork FC unter Vertrag. Wo er vorher gespielt hat, ist unbekannt. Der Simork FC spielte in der dritten Liga, der damaligen Regional League Division 2. Hier trat er mit dem Verein aus Suphanburi in der Western Region an. Am 1. Juli 2016 unterschrieb er einen Vertrag beim Erstligisten Suphanburi FC. Bei dem Erstligisten stand er bis Ende 2017 unter Vertrag. In der Liga kam er jedoch nicht zum Einsatz. Anfang 2018 nahm ihn der Zweitligist Trat FC unter Vertrag. Mit dem Verein aus Trat feierte er am Ende der Saison die Vizemeisterschaft und den Aufstieg in die erste Liga. Nach dem Aufstieg verließ er den Verein und schloss sich dem Zweitligaaufsteiger Ayutthaya United FC an. Hier stand er bis Mitte des Jahres unter Vertrag. Von Juli 2019 bis Dezember 2019 war er vertrags- und vereinslos. Am 20. Dezember 2019 verpflichtete ihn der Erstligist Samut Prakan City FC. Bei dem Verein aus Samut Prakan kam er in der ersten Liga ebenfalls nicht zum Einsatz. Der Udon United FC, ein Drittligist aus Udon Thani, nahm ihn im Januar 2021 für den Rest der Saison unter Vertrag. Am Ende der Saison feierte er mit dem Klub die Meisterschaft in der North/Eastern Region. In den Aufstiegsspielen zur zweiten Liga konnte man sich jedoch nicht durchsetzen. Zu Beginn der Saison 2021/22 schloss er sich seinem ehemaligen Verein Suphanburi FC an. Am Ende der Saison, in der nicht zum Einsatz kam, musste der Verein den Weg in die Zweitklassigkeit antreten. Nach dem Abstieg wurde sein Vertrag nicht verlängert. Der Erstligist Nongbua Pitchaya FC aus Nong Bua Lamphu verpflichtete ihn zu Beginn der Saison 2022/23. Am Ende der Saison musste er auch mit Nongbua den Weg in die zweite Liga antreten. Nach dem Abstieg verließ er den Verein und schloss sich seinem ehemaligen Verein Udon United FC an.

## Erfolge
Trat FC
- Thailändischer Zweitligavizemeister: 2018  ▲

Udon United FC
- Thai League 3 – North/East: 2020/21